# Sisobahili (Gido)
Sisobahili is een bestuurslaag in het regentschap Nias van de provincie Noord-Sumatra, Indonesië. Sisobahili telt 1389 inwoners (volkstelling 2010).